# Тамдитау
Тамдита́у (узб. Tomditov tog‘lari) — гірський масив на південному заході пустелі Кизилкум. Лежить цілком у межах Узбекистану, в Навоїйській області. Простягається на відстань 60 км. Складається з невисоких гір середньої крутизни. Найвища точка масиву — вершина Актау заввишки 922 м.
Основу масиву складають гірські породи палеозойської ери, які в минулому мали більшу площу і висоту, ніж в сучасний історичний період. Ці прадавні гори зазнали масштабної геологічної ерозії, яка знищила більшу частину доісторичного масиву. Таким чином Тамдитау належить до гір останцевого типу. Цим обумовлений його рельєф — плосковершинний і розчленований. Масив формують скелясті гряди широтного простирання та окремі скелясті узвишшя. З гірських порід на Тамдитау переважають сланці, вапняки і пісковики, подекуди присутні інтрузії гранітів і гранодіоритів.

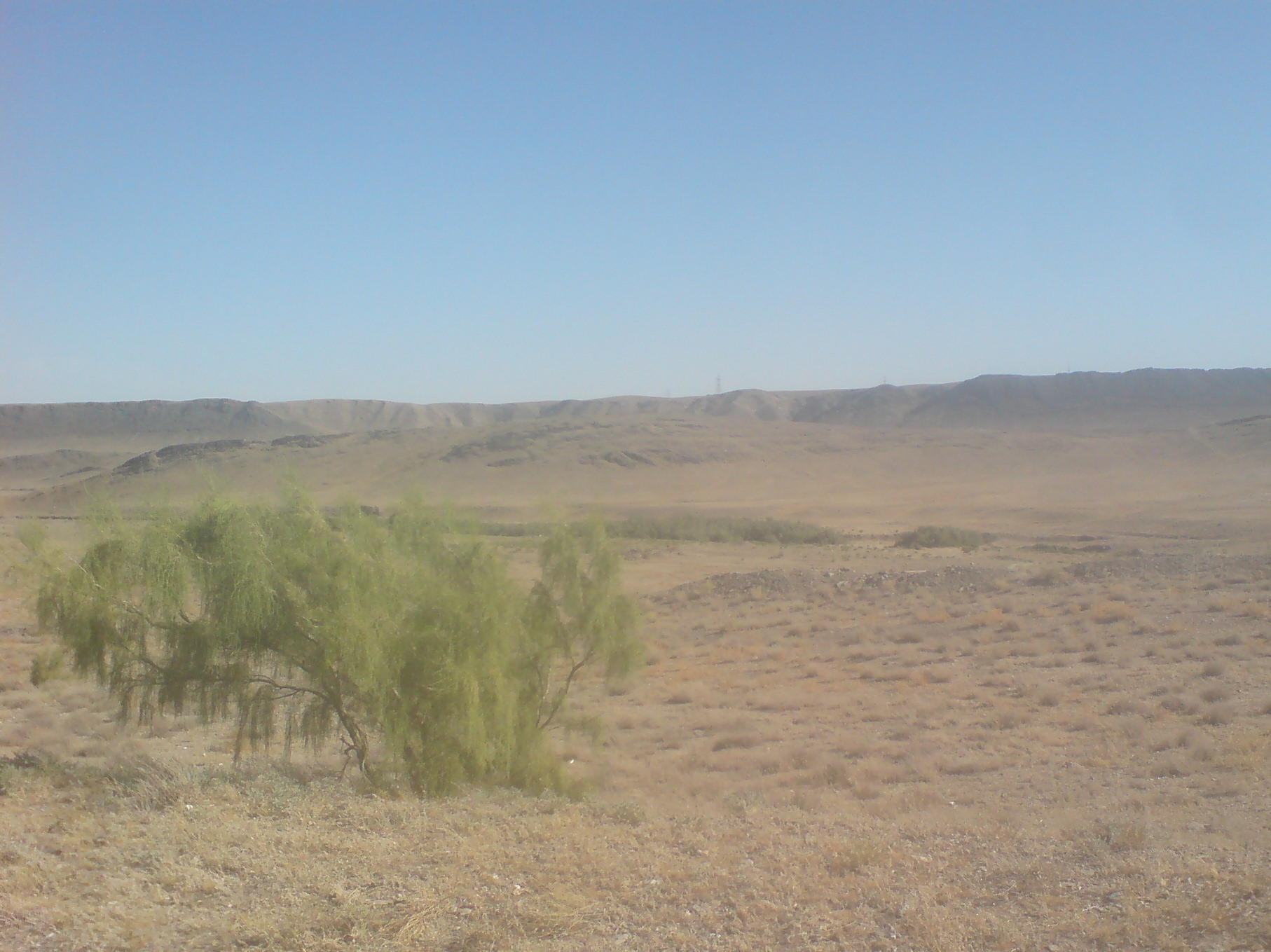
Ландшафти передгірь з типово пустельною рослинністю: на передньому плані — саксаул, на виднокраї — гряда Тамдитау.

Клімат Тамдитау різко континентальний, обумовлений як центральним положенням масиву в глибині континенту, так і близькістю Кизилкуму, над яким безперешкодно пересуваються маси розпеченого і сухого повітря. Зима тут помірно прохолодна (середні температури трохи нижчі 0 °C), весна коротка, літо — тривале, вкрай посушливе і спекотне (середні температури +26…+29 °C). Через малу висоту Тамдитау не має суттєвих мікрокліматичних відмінностей в порівнянні з навколишньою пустелею. Середньорічна кількість опадів в цьому регіоні не перевищує 200 м, внаслідок чого гідрографічна мережа в горах не розвинута. Рівень інсоляції дуже високий, а це — ще одна причина активного вивітрювання Тамдитау.
Рослинність гірського масиву бідна, пустельного типу. Її основу складають ефемероїди і невибагливі посухостійкі трави з невеликим проєктивним покриттям.
Сам гірський масив не має господарського значення, однак поблизу нього розташовані родовища урану і золота. Особливо значиме золоте родовище Мурунтау — найбільше в Євразії за покладами руд. Родовище обслуговують жителі міста Зарафшан, повз Тамдитау пролягає автомобільний шлях, що з'єднує Зарафшан з обласним центром Навої. Найближче до гірського масиву поселення — районний центр Тамдибулак.